# Ruta Estatal de Alabama 32
La Ruta Estatal de Alabama 32, y abreviada SR 32 (en inglés: Alabama State Route 32) es una carretera estatal estadounidense ubicada en el estado de Alabama. La carretera inicia en el Oeste desde la MS 14  en la línea estatal con Misisipi sigue en sentido Este hasta finalizar en la AL 17  al suroeste de Aliceville, AL. La carretera tiene una longitud de 5,7 km (3.5 mi).

## Mantenimiento
Al igual que las autopistas interestatales, y las rutas federales y el resto de carreteras estatales, la Ruta Estatal de Alabama 32 es administrada y mantenida por el Departamento de Transporte de Alabama por sus siglas en inglés ALDOT.